# کانتوکوئن
کانتوکوئن (ژاپنی: 関特演)، مانورهای ویژه ارتش کوانتونگ یک برنامه عملیاتی بود که توسط دفتر ستاد ارتش امپراتوری ژاپن برای حمله و اشغال خاور دور روسیه، سرمایه‌گذاری در آغاز جنگ جبهه شرقی (جنگ جهانی دوم) در ژوئن ۱۹۴۱ ایجاد شده بود.